# کایفر سایکس
کایفر سایکس (انگلیسی: Keifer Sykes؛ زادهٔ ۳۰ دسامبر ۱۹۹۳) بازیکن بسکتبال اهل ایالات متحده آمریکا است.
از باشگاه‌هایی که در آن بازی کرده‌است می‌توان به باشگاه بسکتبال پاناتینایکوس و آستین توروس اشاره کرد.